# Ctenus valverdiensis
Ctenus valverdiensis är en spindelart som beskrevs av Peck 1981. Ctenus valverdiensis ingår i släktet Ctenus och familjen Ctenidae. Inga underarter finns listade i Catalogue of Life.